# Prima Categoria (1919/1920)
Prima Categoria 1919/1920 (z wł. Pierwsza Kategoria) – 19. edycja najwyższej w hierarchii klasy mistrzostw Włoch w piłce nożnej, organizowanych przez FIGC, które odbyły się od 5 października 1919 do 20 czerwca 1920. Mistrzem został Internazionale, zdobywając swój drugi tytuł.

## Organizacja
Po zakończeniu I wojny światowej, 11 listopada 1918 roku, we Włoszech rozpoczęły się rozmowy nad organizacją przyszłych mistrzostw 1919/20, tak jak termin był zbyt późny, aby móc zorganizować mistrzostwa w sezonie 1918/19. Wielkie kluby mocno ożywiły swój pomysł na znaczne zmniejszenie liczby uczestników turnieju, jednak małe kluby byli zainteresowani obniżeniem kosztów transportu poprzez udział w rozgrywkach na poziomie regionalnym. Federacja wybrała wariant przedwojenny, ale ze względu na dużą liczbę zgłoszonych drużyn przeprowadzono preeliminacje.
Liczba uczestników w głównym turnieju została powiększona z 36 do 48 drużyn (18 uczestników w turnieju środkowo-południowym). Kluby z Północnych Włoch podzielono na pięć grup regionalnych. Oprócz tego, grupa z Piemontu podzielona na 2 podgrupy, a Lombardii na 3 podgrupy. Dwie pierwsze drużyny z każdej grupy oraz trzy najlepsze zespoły z dwóch podgrup Piemontu awansowały do dalszych gier w półfinałach. Następnie zwycięzcy z trzech grup półfinałowych kwalifikowały się do turnieju finałowym, w którym zespół z pierwszego miejsca otrzymywał tytuł mistrza Północnych Włoch.
W równoległym turnieju środkowo-południowym najpierw zostały wyłonione dwie najlepsze drużyny z regionów Toskania, Lacjum i Kampanii, które awansowały do półfinału. Zwycięzcy dwóch grup półfinałowych potem walczyli o tytuł mistrza środkowo-południowych Włoch.
W finale narodowym (wł. Finalissima) mistrz głównego turnieju z Północy grał z mistrzem Środkowych i Południowych Włoch.

## Kluby startujące w sezonie

### Północne Włochy
Emilia Romania
| Klub             | Miasto  | Stadion                          |
| ---------------- | ------- | -------------------------------- |
| Bologna          | Bolonia | Stadio Sterlino                  |
| Bolognese        | Bolonia | Campo della Cesoia               |
| Carpi            | Carpi   | Campo della chiesa di San Nicolò |
| Mantova          | Mantua  | Campo Ippodromo Te               |
| Modena           | Modena  | Campo di viale Fontanelli        |
| Nazionale Emilia | Bolonia | Campo della Cesoia               |

Liguria
| Klub            | Miasto               | Stadion                      |
| --------------- | -------------------- | ---------------------------- |
| Andrea Doria    | Genua                | Campo sportivo della Cajenna |
| Genoa           | Genua                | Campo di via del Piano       |
| Grifone         | Genua                | Campo Augusta di Teglia      |
| Sampierdarenese | Sampierdarena, Genua |                              |
| Savona          | Savona               | Campo di via Frugoni         |
| Spes Genova     | Genua                |                              |

Lombardia
| Klub                | Miasto                | Stadion                              |
| ------------------- | --------------------- | ------------------------------------ |
| Atalanta            | Bergamo               | Campo dell’ex Ippodromo "Clementina" |
| Ausonia Pro Gorla   | Gorla Primo, Mediolan | Campo Pro Gorla, viale Monza         |
| Brescia             | Brescia               | Campo di via Cesare Lombroso         |
| Chiasso             | Chiasso               | Campo di Mornello a Maslianico       |
| Como                | Como                  | Campo via dei Mille                  |
| Cremonese           | Cremona               | Campo di via Persico                 |
| Enotria Goliardo    | Mediolan              | Campo di via Colletta                |
| Internazionale      | Mediolan              | Campo di via Goldoni                 |
| Juventus Italia     | Mediolan              | Campo di via Ravizza                 |
| Legnano             | Legnano               | Campo di via Lodi                    |
| Libertas Milano     | Mediolan              | Campo di via Bersaglio               |
| Milan               | Mediolan              | Campo di Viale Lombardia             |
| Milanese            | Mediolan              | Velodromo Sempione                   |
| Nazionale Lombardia | Mediolan              | Campo della Baggina                  |
| Pavia               | Pawia                 | Campo Velodromo                      |
| Saronno             | Saronno               | Campo di via Milano                  |
| Trevigliese         | Treviglio             | Campo C.S. Trevigliese               |
| Varese              | Varese                | Campo delle Bettole                  |

Piemont
| Klub           | Miasto            | Stadion                           |
| -------------- | ----------------- | --------------------------------- |
| Alessandria    | Alessandria       | Campo degli Orti                  |
| Alessandrina   | Alessandria       | Campo al Cristo                   |
| Amatori Torino | Turyn             |                                   |
| Biellese       | Biella            | Campo Lanzone                     |
| Casale         | Casale Monferrato | Campo "Natale Palli"              |
| Juventus       | Turyn             | Stadio di Corso Sebastopoli       |
| Novara         | Novara            | Campo di via Lombroso             |
| Pastore        | Turyn             | Campo di Pozzo Strada             |
| Pro Vercelli   | Vercelli          | Campo di piazzale Conte di Torino |
| Torinese       | Turyn             |                                   |
| Torino         | Turyn             | Campo Stradale Stupinigi          |
| Valenzana      | Valenza           |                                   |

Wenecja
| Klub     | Miasto  | Stadion                              |
| -------- | ------- | ------------------------------------ |
| Padova   | Padwa   | Stadium                              |
| Petrarca | Padwa   | Campo di piazza Vittorio Emanuele II |
| Udinese  | Udine   | Campo di viale Venezia               |
| Venezia  | Wenecja | Campo Sant'Elena                     |
| Verona   | Werona  | Stadio Marcantonio Bentegodi         |
| Vicenza  | Vicenza | Campo Borgo Casale                   |

### Środkowe i Południowe Włochy
Kampania
| Klub                  | Miasto   | Stadion                          |
| --------------------- | -------- | -------------------------------- |
| Internazionale Napoli | Neapol   |                                  |
| Naples                | Neapol   | Campo dei Bagnoli                |
| Pro Caserta           | Caserta  | Campo Comunale di Piazza Venezia |
| Pro Napoli            | Neapol   | Campo ILVA e Campo Pilastri      |
| Puteolana             | Pozzuoli | Campo Armstrong                  |

Lacjum
| Klub           | Miasto | Stadion                 |
| -------------- | ------ | ----------------------- |
| Audace Roma    | Rzym   |                         |
| Fortitudo      | Rzym   |                         |
| Juventus Audax | Rzym   | Campo della Farnesina   |
| Lazio          | Rzym   | Stadio della Rondinella |
| Pro Roma       | Rzym   | Campo della Piramide    |
| Roman          | Rzym   | Campo di Due Pini       |
| Romana         | Rzym   | Campo dell'Olmo         |

Toskania
| Klub             | Miasto    | Stadion               |
| ---------------- | --------- | --------------------- |
| Firenze          | Florencja | Prato del Quercione   |
| Gerbi Pisa       | Piza      |                       |
| Libertas Firenze | Florencja | Parco delle Cascine   |
| Livorno          | Livorno   | Campo di Villa Chayes |
| Pisa             | Piza      | Arena Garibaldi       |
| Prato            | Prato     |                       |

## Preeliminacje

### Emilia Romania

#### Pierwsza runda
5 października
Bolognese – Audace Ferrara 1:0

#### Druga runda
? października
Bolognese – SPAL 1:0 pd.

### Liguria

#### Pierwsza runda
5 października
Sampierdarenese – Spes Genova 1:0
Grifone – Sestrese 5:1

#### Druga runda
5 października
Spes Genova – Sestrese 1:0

### Lombardia
5 października
Enotria Goliardo – Pro Patria 2:0
Trevigliese – Monza 3:2
Atalanta – Bergamasca 2:0

### Piemont
5 października
Alessandrina – Novarese 1:0

### Kampania

#### Pierwsza runda
26 października
S.C. Brasiliano – Pro Caserta 0:6
27 października
Savoia – Stabia 3:2

#### Druga runda
3 listopada
Pro Caserta – Savoia 4:0

## Północne Włochy

### Kwalifikacje

#### Emilia Romania

##### Tabela
|    | Klub             | LM | Z | R | P | GZ | GS | +/- | Pkt. | Uwagi        |
| -- | ---------------- | -- | - | - | - | -- | -- | --- | ---- | ------------ |
| 1. | Bologna          | 10 | 8 | 2 | 0 | 39 | 5  | +34 | 18   | Kwalifikacja |
| 2. | Modena           | 10 | 6 | 3 | 1 | 30 | 6  | +24 | 15   | Kwalifikacja |
| 3. | Mantova          | 10 | 3 | 4 | 3 | 11 | 11 | 0   | 10   |              |
| 4. | Carpi            | 10 | 3 | 1 | 6 | 9  | 22 | -13 | 7    |              |
| 5. | Nazionale Emilia | 10 | 2 | 2 | 6 | 7  | 28 | -21 | 6    |              |
| 6. | Bolognese        | 10 | 2 | 0 | 8 | 9  | 33 | -24 | 4    | Spadek       |

##### Wyniki
| Gospodarz \ Gość | BOL | CRP | GSB | MAN | MOD | NEM |
| ---------------- | --- | --- | --- | --- | --- | --- |
| Bologna          |     | 2:0 | 8:0 | 0:0 | 4:0 | 9:0 |
| Carpi            | 2:6 |     | 2:1 | 0:0 | 0:3 | 0:1 |
| Bolognese        | 2:4 | 0:2 |     | 3:0 | 1:9 | 2:0 |
| Mantova          | 1:3 | 2:1 | 2:0 |     | 0:0 | 5:1 |
| Modena           | 0:0 | 6:0 | 4:0 | 2:0 |     | 5:0 |
| Nazionale Emilia | 0:3 | 1:2 | 2:0 | 1:1 | 1:1 |     |

#### Liguria

##### Tabela
|    | Klub            | LM | Z | R | P | GZ | GS | +/- | Pkt. | Uwagi        |
| -- | --------------- | -- | - | - | - | -- | -- | --- | ---- | ------------ |
| 1. | Genoa           | 10 | 9 | 1 | 0 | 49 | 3  | +46 | 19   | Kwalifikacja |
| 2. | Andrea Doria    | 10 | 6 | 3 | 1 | 29 | 9  | +20 | 15   | Kwalifikacja |
| 3. | Grifone         | 10 | 3 | 2 | 5 | 11 | 35 | -25 | 8    |              |
| 4. | Sampierdarenese | 10 | 2 | 3 | 5 | 12 | 28 | -16 | 7    |              |
| 5. | Savona          | 10 | 2 | 2 | 6 | 8  | 21 | -13 | 6    |              |
| 6. | Spes Genova     | 10 | 2 | 1 | 7 | 5  | 18 | -13 | 5    | Spadek       |

##### Wyniki
| Gospodarz \ Gość | ADO | GEN | GRI | SAM | SVN | SGE |
| ---------------- | --- | --- | --- | --- | --- | --- |
| Andrea Doria     |     | 1:1 | 6:0 | 4:1 | 3:1 | 4:0 |
| Genoa            | 5:1 |     | 6:0 | 8:0 | 5:0 | 3:0 |
| Grifone          | 0:7 | 0:8 |     | 3:1 | 1:1 | 1:0 |
| Sampierdarenese  | 1:1 | 0:4 | 4:4 |     | 1:2 | 1:0 |
| Savona           | 0:0 | 0:4 | 0:2 | 2:3 |     | 0:1 |
| Spes Genova      | 0:2 | 1:5 | 2:0 | 0:0 | 1:2 |     |

#### Lombardia Grupa A

##### Tabela
|    | Klub            | LM | Z | R | P | GZ | GS | +/- | Pkt. | Uwagi              |
| -- | --------------- | -- | - | - | - | -- | -- | --- | ---- | ------------------ |
| 1. | Internazionale  | 10 | 8 | 2 | 0 | 42 | 12 | +30 | 18   | Kwalifikacja       |
| 2. | Brescia         | 10 | 6 | 2 | 2 | 21 | 16 | +5  | 14   | Kwalifikacja       |
| 3. | Juventus Italia | 10 | 4 | 1 | 5 | 16 | 15 | +1  | 9    | Baraż o utrzymanie |
| 3. | Trevigliese     | 10 | 2 | 5 | 3 | 21 | 25 | -4  | 9    | Baraż o utrzymanie |
| 5. | Libertas Milano | 10 | 2 | 1 | 7 | 11 | 31 | -20 | 5    | Baraż o utrzymanie |
| 5. | Cremonese       | 10 | 2 | 1 | 7 | 14 | 26 | -12 | 5    | Baraż o utrzymanie |

##### Wyniki
| Gospodarz \ Gość | BRE | CRE | INT | JIT | LMI | TVG |
| ---------------- | --- | --- | --- | --- | --- | --- |
| Brescia          |     | 1:0 | 1:1 | 4:0 | 4:0 | 3:3 |
| Cremonese        | 2:4 |     | 0:2 | 0:3 | 5:3 | 3:1 |
| Internazionale   | 6:0 | 5:2 |     | 4:2 | 6:0 | 8:2 |
| Juventus Italia  | 2:0 | 2:0 | 2:4 |     | 0:1 | 0:1 |
| Libertas Milano  | 0:1 | 4:1 | 0:3 | 0:4 |     | 3:3 |
| Trevigliese      | 2:3 | 1:1 | 3:3 | 1:1 | 4:0 |     |

##### Eliminacje do baraży
4 stycznia. Brescia
Juventus Italia – Trevigliese 2:0

##### Baraż o utrzymanie
15 stycznia. Brescia
Libertas Milano – Cremonese 2:0

#### Lombardia Grupa B

##### Tabela
|    | Klub              | LM | Z  | R | P | GZ | GS | +/- | Pkt. | Uwagi        |
| -- | ----------------- | -- | -- | - | - | -- | -- | --- | ---- | ------------ |
| 1. | Milan             | 10 | 10 | 0 | 0 | 43 | 8  | +35 | 20   | Kwalifikacja |
| 2. | Enotria Goliardo  | 10 | 7  | 0 | 3 | 24 | 15 | +9  | 14   | Kwalifikacja |
| 3. | Atalanta          | 10 | 4  | 1 | 5 | 11 | 16 | -5  | 11   |              |
| 4. | Chiasso           | 10 | 3  | 2 | 5 | 15 | 18 | -3  | 8    |              |
| 5. | Pavia             | 10 | 2  | 1 | 7 | 11 | 19 | -8  | 5    |              |
| 6. | Ausonia Pro Gorla | 10 | 0  | 2 | 8 | 8  | 36 | -28 | 2    | Spadek       |

##### Wyniki
| Gospodarz \ Gość  | ATA | AUS | CHI | ENO | MIL  | PAV |
| ----------------- | --- | --- | --- | --- | ---- | --- |
| Atalanta          |     | 2:0 | 1:0 | 0:2 | 0:4  | 1:0 |
| Ausonia Pro Gorla | 1:2 |     | 0:4 | 4:7 | 0:10 | 0:2 |
| Chiasso           | 3:3 | 1:1 |     | 2:0 | 1:2  | 1:3 |
| Enotria Goliardo  | 1:0 | 4:0 | 4:0 |     | 1:4  | 3:2 |
| Milan             | 5:1 | 3:1 | 3:1 | 3:1 |      | 3:1 |
| Pavia             | 0:1 | 1:1 | 1:2 | 0:1 | 1:6  |     |

#### Lombardia Grupa C

##### Tabela
|    | Klub                | LM | Z | R | P | GZ | GS | +/- | Pkt. | Uwagi               |
| -- | ------------------- | -- | - | - | - | -- | -- | --- | ---- | ------------------- |
| 1. | Milanese            | 10 | 8 | 2 | 0 | 35 | 8  | +27 | 18   | Kwalifikacja        |
| 2. | Legnano             | 10 | 7 | 1 | 2 | 26 | 7  | +19 | 15   | Kwalifikacja        |
| 3. | Saronno             | 10 | 6 | 0 | 4 | 25 | 18 | +7  | 12   |                     |
| 4. | Nazionale Lombardia | 10 | 3 | 1 | 6 | 19 | 33 | -14 | 7    |                     |
| 5. | Varese              | 10 | 1 | 2 | 7 | 15 | 30 | -15 | 4    | Baraże o utrzymanie |
| 5. | Como                | 10 | 2 | 0 | 8 | 13 | 37 | -24 | 4    | Baraże o utrzymanie |

##### Wyniki
| Gospodarz \ Gość    | COM | LEG | NLO | SAR | USM | VAR |
| ------------------- | --- | --- | --- | --- | --- | --- |
| Como                |     | 0:4 | 2:1 | 1:4 | 1:8 | 5:3 |
| Legnano             | 4:0 |     | 4:1 | 2:0 | 0:1 | 3:0 |
| Nazionale Lombardia | 4:2 | 1:4 |     | 4:2 | 2:6 | 5:4 |
| Saronno             | 4:2 | 3:1 | 4:0 |     | 0:3 | 5:1 |
| Milanese            | 3:0 | 1:1 | 4:0 | 3:1 |     | 2:2 |
| Varese              | 2:0 | 0:3 | 1:1 | 1:2 | 1:4 |     |

##### Baraż o utrzymanie
8 lutego. Saronno
Varese – Como 2:1 pd.

#### Piemont Grupa A

##### Tabela
|    | Klub           | LM | Z | R | P | GZ | GS | +/- | Pkt. | Uwagi              |
| -- | -------------- | -- | - | - | - | -- | -- | --- | ---- | ------------------ |
| 1. | Pro Vercelli   | 10 | 7 | 2 | 1 | 29 | 7  | +22 | 16   | Kwalifikacja       |
| 1. | Juventus       | 10 | 6 | 4 | 0 | 25 | 5  | +20 | 16   | Kwalifikacja       |
| 3. | Torino         | 10 | 6 | 3 | 1 | 27 | 10 | +17 | 15   | Kwalifikacja       |
| 4. | Biellese       | 10 | 2 | 1 | 7 | 12 | 34 | -22 | 5    |                    |
| 5. | Amatori Torino | 10 | 1 | 2 | 7 | 7  | 24 | -17 | 4    | Baraż o otrzymanie |
| 5. | Alessandrina   | 10 | 1 | 2 | 7 | 12 | 32 | -20 | 4    | Baraż o otrzymanie |

##### Wyniki
| Gospodarz \ Gość | AMT | BIE | JUV | PVE | TOR | ALE |
| ---------------- | --- | --- | --- | --- | --- | --- |
| Amatori Torino   |     | 4:2 | 1:5 | 0:4 | 2:2 | 2:3 |
| Biellese         | 1:0 |     | 0:3 | 1:6 | 2:9 | 4:2 |
| Juventus         | 3:1 | 4:0 |     | 1:1 | 1:1 | 3:0 |
| Pro Vercelli     | 8:1 | 3:0 | 0:0 |     | 1:0 | 2:0 |
| Torino           | 3:0 | 3:2 | 1:1 | 4:0 |     | 3:1 |
| Alessandrina     | 1:1 | 0:0 | 0:4 | 0:4 | 0:1 |     |

##### Baraże o utrzymanie
2 lutego. Novara
Amatori Torino – Alessandrina 2:1

#### Piemont Grupa B

##### Tabela
|    | Klub        | LM | Z | R | P | GZ | GS | +/- | Pkt. | Uwagi        |
| -- | ----------- | -- | - | - | - | -- | -- | --- | ---- | ------------ |
| 1. | Alessandria | 10 | 9 | 1 | 0 | 29 | 7  | +22 | 19   | Kwalifikacja |
| 2. | Casale      | 10 | 5 | 2 | 3 | 20 | 13 | +7  | 12   | Kwalifikacja |
| 3. | Novara      | 10 | 5 | 1 | 4 | 25 | 14 | +11 | 11   | Kwalifikacja |
| 4. | Torinese    | 10 | 3 | 2 | 5 | 14 | 26 | -12 | 8    |              |
| 5. | Pastore     | 10 | 3 | 1 | 6 | 21 | 28 | -7  | 7    |              |
| 6. | Valenzana   | 10 | 0 | 3 | 7 | 5  | 26 | -21 | 3    | Spadek       |

##### Wyniki
| Gospodarz \ Gość | ALE | CSL | NOV | PAS | UST | VAL |
| ---------------- | --- | --- | --- | --- | --- | --- |
| Alessandria      |     | 4:2 | 3:0 | 4:1 | 1:0 | 6:0 |
| Casale           | 1:1 |     | 3:0 | 3:2 | 1:1 | 3:1 |
| Novara           | 0:1 | 1:0 |     | 8:1 | 6:1 | 5:1 |
| Pastore          | 1:2 | 1:2 | 1:4 |     | 3:1 | 2:0 |
| Torinese         | 2:5 | 2:1 | 2:0 | 3:8 |     | 2:1 |
| Valenzana        | 0:2 | 0:4 | 1:1 | 1:1 | 0:0 |     |

#### Wenecja

##### Tabela
|    | Klub     | LM | Z | R | P | GZ | GS | +/- | Pkt. | Uwagi              |
| -- | -------- | -- | - | - | - | -- | -- | --- | ---- | ------------------ |
| 1. | Padova   | 10 | 8 | 1 | 1 | 25 | 6  | +19 | 17   | Kwalifikacja       |
| 2. | Venezia  | 10 | 5 | 3 | 2 | 13 | 9  | +4  | 13   | Kwalifikacja       |
| 3. | Petrarca | 10 | 5 | 1 | 4 | 24 | 20 | +4  | 11   |                    |
| 4. | Vicenza  | 10 | 3 | 1 | 6 | 14 | 19 | -5  | 7    |                    |
| 5. | Verona   | 10 | 2 | 2 | 6 | 15 | 26 | -11 | 6    | Baraż o utrzymanie |
| 5. | Udinese  | 10 | 2 | 2 | 6 | 7  | 18 | -11 | 6    | Baraż o utrzymanie |

##### Wyniki
| Gospodarz \ Gość | HEL | PAD | PET | UDI | VEN | VIC |
| ---------------- | --- | --- | --- | --- | --- | --- |
| Verona           |     | 1:2 | 3:3 | 5:0 | 0:0 | 2:1 |
| Padova           | 7:0 |     | 2:0 | 3:1 | 0:1 | 4:0 |
| Petrarca         | 4:3 | 1:2 |     | 2:0 | 4:2 | 3:5 |
| Udinese          | 3:1 | 1:1 | 1:2 |     | 0:0 | 0:2 |
| Venezia          | 3:0 | 1:3 | 1:0 | 2:0 |     | 1:1 |
| Vicenza          | 3:0 | 0:1 | 1:5 | 0:1 | 1:2 |     |

##### Baraż o utrzymanie
14 marca. Wenecja.
Verona – Udinese 1:0

### Półfinały

#### Grupa A

##### Tabela
|    | Klub         | LM | Z | R | P | GZ | GS | +/- | Pkt. | Uwagi        |
| -- | ------------ | -- | - | - | - | -- | -- | --- | ---- | ------------ |
| 1. | Genoa        | 10 | 9 | 1 | 0 | 24 | 6  | +18 | 19   | Kwalifikacja |
| 2. | Pro Vercelli | 10 | 6 | 2 | 2 | 20 | 11 | +9  | 14   |              |
| 3. | Alessandria  | 10 | 5 | 1 | 4 | 13 | 11 | +2  | 11   |              |
| 4. | Milan        | 10 | 4 | 1 | 5 | 13 | 16 | -3  | 9    |              |
| 5. | Legnano      | 10 | 1 | 3 | 6 | 8  | 18 | -10 | 5    |              |
| 6. | Venezia      | 10 | 0 | 2 | 8 | 5  | 21 | -16 | 2    |              |

##### Wyniki
| Gospodarz \ Gość | ALE | GEN | LEG | MIL | PVE | VEN |
| ---------------- | --- | --- | --- | --- | --- | --- |
| Alessandria      |     | 0:2 | 2:0 | 2:0 | 1:1 | 3:1 |
| Genoa            | 2:1 |     | 5:0 | 2:1 | 2:1 | 5:0 |
| Legnano          | 1:2 | 0:1 |     | 1:1 | 2:1 | 1:1 |
| Milan            | 3:0 | 0:2 | 3:1 |     | 1:2 | 2:1 |
| Pro Vercelli     | 1:0 | 1:1 | 2:1 | 5:1 |     | 4:1 |
| Venezia          | 0:1 | 0:2 | 0:0 | 0:1 | 1:2 |     |

#### Grupa B

##### Tabela
|    | Klub     | LM | Z | R | P | GZ | GS | +/- | Pkt. | Uwagi        |
| -- | -------- | -- | - | - | - | -- | -- | --- | ---- | ------------ |
| 1. | Juventus | 10 | 8 | 1 | 1 | 21 | 4  | +17 | 17   | Kwalifikacja |
| 2. | Milanese | 10 | 7 | 1 | 2 | 14 | 10 | +4  | 15   |              |
| 3. | Modena   | 10 | 4 | 1 | 5 | 17 | 13 | +4  | 9    |              |
| 4. | Casale   | 10 | 2 | 4 | 4 | 7  | 8  | -1  | 8    |              |
| 5. | Brescia  | 10 | 2 | 2 | 6 | 4  | 14 | -10 | 6    |              |
| 6. | Padova   | 10 | 2 | 1 | 7 | 10 | 24 | -14 | 5    |              |

##### Wyniki
| Gospodarz \ Gość | BRE | CSL | JUV | MOD | PAD | USM |
| ---------------- | --- | --- | --- | --- | --- | --- |
| Brescia          |     | 0:0 | 0:0 | 2:1 | 1:2 | 0:1 |
| Casale           | 3:0 |     | 0:1 | 0:2 | 1:0 | 1:1 |
| Juventus         | 2:0 | 1:0 |     | 3:0 | 6:1 | 3:0 |
| Modena           | 4:0 | 1:1 | 0:1 |     | 4:1 | 0:1 |
| Padova           | 1:0 | 0:0 | 1:3 | 2:4 |     | 1:3 |
| Milanese         | 0:1 | 2:1 | 2:1 | 2:1 | 2:1 |     |

#### Grupa C

##### Tabela
|    | Klub             | LM | Z | R | P | GZ | GS | +/- | Pkt. | Uwagi        |
| -- | ---------------- | -- | - | - | - | -- | -- | --- | ---- | ------------ |
| 1. | Internazionale   | 10 | 7 | 2 | 1 | 37 | 13 | +24 | 16   | Kwalifikacja |
| 2. | Novara           | 10 | 6 | 1 | 3 | 22 | 15 | +7  | 13   |              |
| 2. | Bologna          | 10 | 6 | 1 | 3 | 20 | 14 | +6  | 13   |              |
| 4. | Torino           | 10 | 4 | 1 | 5 | 17 | 21 | -4  | 9    |              |
| 5. | Andrea Doria     | 10 | 2 | 1 | 7 | 14 | 21 | -7  | 5    |              |
| 6. | Enotria Goliardo | 10 | 2 | 0 | 8 | 11 | 37 | -24 | 4    |              |

##### Wyniki
| Gospodarz \ Gość | ADO | BOL | ENO | INT | NOV | TOR |
| ---------------- | --- | --- | --- | --- | --- | --- |
| Andrea Doria     |     | 1:4 | 3:1 | 3:3 | 1:2 | 0:1 |
| Bologna          | 2:0 |     | 7:1 | 0:1 | 2:0 | 2:1 |
| Enotria Goliardo | 3:1 | 1:2 |     | 1:5 | 0:5 | 2:0 |
| Internazionale   | 1:0 | 5:0 | 7:0 |     | 5:2 | 4:0 |
| Novara           | 3:2 | 1:1 | 5:1 | 1:0 |     | 2:0 |
| Torino           | 1:3 | 3:0 | 2:1 | 6:6 | 3:1 |     |

#### Runda finałowa

##### Tabela
|    | Klub           | LM | Z | R | P | GZ | GS | +/- | Pkt. | Uwagi        |
| -- | -------------- | -- | - | - | - | -- | -- | --- | ---- | ------------ |
| 1. | Internazionale | 2  | 1 | 1 | 0 | 2  | 1  | +1  | 3    | Kwalifikacja |
| 2. | Juventus       | 2  | 1 | 0 | 1 | 3  | 3  | 0   | 2    |              |
| 3. | Genoa          | 2  | 0 | 1 | 1 | 3  | 4  | -1  | 1    |              |

##### Wyniki
16 maja. Mediolan
Juventus – Genoa 3:2
23 maja. Genua
Internazionale – Juventus 1:0
6 czerwca. Modena
Internazionale – Genoa 1:1

## Środkowo-Południowe Włochy

### Kwalifikacje

#### Kampania

##### Tabela
|    | Klub                  | LM | Z | R | P | GZ | GS | +/- | Pkt. | Uwagi        |
| -- | --------------------- | -- | - | - | - | -- | -- | --- | ---- | ------------ |
| 1. | Internazionale Napoli | 8  | 5 | 2 | 1 | 31 | 9  | +22 | 12   | Kwalifikacja |
| 2. | Puteolana             | 8  | 4 | 3 | 1 | 16 | 10 | +6  | 11   | Kwalifikacja |
| 3. | Pro Napoli            | 8  | 4 | 1 | 3 | 25 | 15 | +10 | 9    |              |
| 4. | Naples                | 8  | 2 | 2 | 4 | 17 | 14 | +3  | 6    |              |
| 5. | Pro Caserta           | 8  | 1 | 0 | 7 | 6  | 47 | -41 | 2    | Spadek       |

##### Wyniki
| Gospodarz \ Gość      | INA | NAP | PCA  | PNA | PUT |
| --------------------- | --- | --- | ---- | --- | --- |
| Internazionale Napoli |     | 2:1 | 8:2  | 1:1 | 3:1 |
| Naples                | 1:3 |     | 7:0  | 2:3 | 1:1 |
| Pro Caserta           | 1:0 | 1:3 |      | 0:2 | 1:4 |
| Pro Napoli            | 1:6 | 3:1 | 13:0 |     | 1:3 |
| Puteolana             | 1:1 | 1:1 | 3:1  | 2:1 |     |

#### Lacjum

##### Tabela
|    | Klub           | LM | Z  | R | P  | GZ | GS | +/- | Pkt. | Uwagi        |
| -- | -------------- | -- | -- | - | -- | -- | -- | --- | ---- | ------------ |
| 1. | Fortitudo      | 12 | 10 | 1 | 1  | 41 | 11 | +30 | 21   | Kwalifikacja |
| 2. | Audace Roma    | 12 | 6  | 4 | 2  | 19 | 12 | +7  | 16   | Kwalifikacja |
| 3. | Lazio          | 12 | 6  | 2 | 4  | 22 | 11 | +11 | 14   |              |
| 4. | Juventus Audax | 12 | 5  | 2 | 5  | 17 | 17 | 0   | 12   |              |
| 5. | Romana         | 12 | 4  | 2 | 6  | 17 | 28 | -11 | 10   |              |
| 6. | Pro Roma       | 12 | 3  | 2 | 7  | 16 | 27 | -11 | 8    |              |
| 7. | Roman          | 12 | 1  | 1 | 10 | 10 | 36 | -26 | 3    | Spadek       |

##### Wyniki
| Gospodarz \ Gość | ARO | FOR | JAU | LAZ | PRO | ROM | USR |
| ---------------- | --- | --- | --- | --- | --- | --- | --- |
| Audace Roma      |     | 3:2 | 1:0 | 0:0 | 2:0 | 4:1 | 0:0 |
| Fortitudo        | 2:1 |     | 1:1 | 1:0 | 4:1 | 7:0 | 4:2 |
| Juventus Audax   | 1:1 | 1:3 |     | 2:1 | 1:0 | 0:2 | 2:1 |
| Lazio            | 1:2 | 1:2 | 2:0 |     | 4:1 | 3:1 | 3:0 |
| Pro Roma         | 1:1 | 0:3 | 1:5 | 2:2 |     | 3:1 | 4:1 |
| Roman            | 0:2 | 1:6 | 2:3 | 0:2 | 0:2 |     | 0:2 |
| Romana           | 4:2 | 0:6 | 2:1 | 0:3 | 3:1 | 2:2 |     |

#### Toskania

##### Tabela
|    | Klub             | LM | Z | R | P | GZ | GS | +/- | Pkt. | Uwagi        |
| -- | ---------------- | -- | - | - | - | -- | -- | --- | ---- | ------------ |
| 1. | Pisa             | 10 | 8 | 2 | 0 | 48 | 6  | +42 | 18   | Kwalifikacja |
| 2. | Livorno          | 10 | 7 | 1 | 2 | 32 | 10 | +22 | 15   | Kwalifikacja |
| 3. | Libertas Firenze | 10 | 3 | 3 | 4 | 14 | 16 | -2  | 9    |              |
| 3. | Gerbi Pisa       | 10 | 4 | 1 | 5 | 23 | 32 | -9  | 9    |              |
| 5. | Firenze          | 10 | 2 | 3 | 5 | 11 | 26 | -15 | 7    |              |
| 6. | Prato            | 10 | 1 | 0 | 9 | 10 | 48 | -38 | 2    | Spadek       |

##### Wyniki
| Gospodarz \ Gość | CSF | GEP | LFI | LIV | PIS | PRA |
| ---------------- | --- | --- | --- | --- | --- | --- |
| Firenze          |     | 1:1 | 0:0 | 0:2 | 1:1 | 4:0 |
| Gerbi Pisa       | 7:0 |     | 2:1 | 1:2 | 1:4 | 6:0 |
| Libertas Firenze | 3:1 | 0:1 |     | 0:0 | 1:1 | 6:1 |
| Livorno          | 2:0 | 9:1 | 4:1 |     | 1:2 | 6:0 |
| Pisa             | 9:0 | 8:2 | 5:0 | 5:0 |     | 8:0 |
| Prato            | 1:4 | 7:1 | 1:2 | 0:6 | 0:5 |     |

### Półfinały

#### Grupa A

##### Tabela
|    | Klub      | LM | Z | R | P | GZ | GS | +/- | Pkt. | Uwagi        |
| -- | --------- | -- | - | - | - | -- | -- | --- | ---- | ------------ |
| 1. | Fortitudo | 4  | 4 | 0 | 0 | 13 | 2  | +11 | 8    | Kwalifikacja |
| 2. | Pisa      | 4  | 1 | 0 | 3 | 6  | 8  | -2  | 2    |              |
| 2. | Puteolana | 4  | 1 | 0 | 3 | 3  | 12 | -9  | 2    |              |

##### Wyniki
| Gospodarz \ Gość | FOR | PIS | PUT |
| ---------------- | --- | --- | --- |
| Fortitudo        |     | 2:0 | 5:0 |
| Pisa             | 1:4 |     | 5:0 |
| Puteolana        | 1:2 | 2:0 |     |

#### Grupa B

##### Tabela
|    | Klub                  | LM | Z | R | P | GZ | GS | +/- | Pkt. | Uwagi        |
| -- | --------------------- | -- | - | - | - | -- | -- | --- | ---- | ------------ |
| 1. | Livorno               | 4  | 4 | 0 | 0 | 12 | 3  | +9  | 8    | Kwalifikacja |
| 2. | Audace Roma           | 4  | 2 | 0 | 2 | 7  | 5  | +2  | 4    |              |
| 3. | Internazionale Napoli | 4  | 0 | 0 | 4 | 0  | 11 | -11 | 0    |              |

##### Wyniki
| Gospodarz \ Gość      | ARO | INA | LIV |
| --------------------- | --- | --- | --- |
| Audace Roma           |     | 2:0 | 3:4 |
| Internazionale Napoli | 0:2 |     | 0:3 |
| Livorno               | 1:0 | 4:0 |     |

#### Runda finałowa
13 czerwca. Bolonia
Livorno – Fortitudo 3:2

## Finał
20 czerwca, 16:50, Bolonia
Internazionale – Livorno 3:2
Skład mistrzów: Piero Campelli, Gustavo Francesconi, Alessandro Beltrame, Alessandro Milesi, Pino Fossati II, Paolo Scheidler, Leopoldo Conti, Ermanno Aebi, Emilio Agradi, Luigi Cevenini III, Giuseppe Asti.